# Andrea Radici
Andrea Radici (Città di Castello, 3 marzo 1966) è un allenatore di pallavolo italiano.

## Carriera
Inizia l'attività di tecnico nel 1983, a soli 17 anni, allenando squadre del settore giovanile della Pallavolo Città di Castello, dove rimane fino al 1990. Nella stagione 1989-90 è inoltre vice allenatore della prima squadra nel campionato di Serie A2.
Nel 1990-91 allena la Pallavolo San Giustino in Serie C1, mentre nella stagione 1992-93 ottiene con il CUS Perugia la promozione in Serie B2. Due anni dopo con la squadra umbra centra la promozione in Serie B1, categoria nella quale continua a guidare il CUS Perugia fino alla stagione 1998-99.
Sempre in Serie B1, allena nel 1999-2000 il Volley Arezzo e nel stagione 2000-01 la Venturi Spoleto. Dal 2001 al 2003 è responsabile del settore giovanile della RPA Perugia. Nella stagione 2003-04 torna in Serie B2 sulla panchina della Nuova Pallavolo Foligno, mentre nell'annata 2004-05 vince il campionato di Serie B1 con la Monini Spoleto. Nel dicembre 2005 viene esonerato e nel mese successivo viene ingaggiato dalla Sir Safety in Serie B1.
Nella stagione 2007-08 ritorna alla Pallavolo Città di Castello, e con la squadra biancorossa ottiene la promozione in Serie A2 nello stesso anno e quella in Serie A1 nella stagione 2012-13. Come responsabile tecnico della rappresentativa regionale dell'Umbria conquista inoltre il secondo posto al Trofeo delle Regioni del 2012.
Dopo sette stagioni a Città di Castello approda sulla panchina della Pallavolo Piacenza, fino all'esonero dovuto ai risultati negativi ottenuti dalla squadra, con l'eliminazione dalla Champions League e otto sconfitte consecutive in campionato.
Nel maggio 2015 viene ingaggiato dal Narbonne Volley, nel campionato di Ligue A francese, ma a seguito di un solo successo nelle prime dodici giornate di campionato viene sollevato dall'incarico.
Successivamente viene ingaggiato dalla Virtus Volley Fano dove guida la squadra nel Campionato di Serie B. Nella stagione 2018-19 vince il Campionato di Serie B conquistando la nuova Serie A3. Nel febbraio 2020 viene esonerato dalla società marchigiana.
Il 1º luglio 2022 viene ingaggiato dalla Borgo Sansepolcro, militante in Serie B. Ma il 10 novembre, dopo quattro mesi di distanza dal suo ingaggio, lascia la squadra umbra per approdare alla OmiFer Palmi, militante in Serie A3. Chiude la stagione piazzandosi al terzo posto in regular season, uscendo agli ottavi di finale ai play-off promozione. Nella stagione successiva ottiene le vittorie sia nella Coppa Italia sia nella Supercoppa di categoria. In campionato si piazza al quarto posto in regular season, uscendo ai quarti di finale ai play-off promozione. Ma nonostante questo la società acquista il titolo sportivo dalla Lupi Santa Croce e viene ammessa in Serie A2, dove Radici viene confermato.
Il 3 novembre 2024, a seguito della sconfitta in casa contro la Porto Robur Costa, viene esonerato.